# Amerikai törpegém
Az amerikai törpegém (Ixobrychus exilis) a madarak (Aves) osztályának gödényalakúak (Pelecaniformes) rendjébe, ezen belül a gémfélék (Ardeidae) családjába és a bölömbikaformák (Botaurinae) alcsaládjába tartozó faj.
Észak-Amerika legkisebb gémféléje.

## Rendszerezése
A fajt Johann Friedrich Gmelin német természettudós írta le 789-ben, az Ardea nembe Ardea exilis néven, innen helyezték jelenlegi nemébe.

## Alfajai
- Ixobrychus exilis bogotensis Chapman, 1914
- Ixobrychus exilis erythromelas (Vieillot, 1817)
- Ixobrychus exilis exilis (Gmelin, 1789)
- Ixobrychus exilis limoncochae
- Ixobrychus exilis peruvianus Bond, 1955
- Ixobrychus exilis pullus van Rossem, 1930[2]

## Előfordulása
Költőterülete Kanada déli részétől egészen Észak-Argentínáig terül el. Télen melegebb éghajlatra vonul. Kóborlásai során eljut Európába is.

## Megjelenése
Testhossza 28–36 centiméter, testtömege 47–95 gramm. A hím háta és feje teteje fényes fekete, zöld árnyalattal, a tojó ellenben fején és hátán barna. Hasuk világos, barnás csíkokkal. A fiatal madarak a tojóhoz hasonlítanak, de hátuk is csíkos.
|  |

## Életmódja
Kis halakkal és rovarokkal táplálkozik.

## Szaporodása
Nagy nádasokban és mocsarakban fészkel. A sűrű növényzetben magányos fészkelő. Fészekalja  4-5 tojásból áll. A hím is részt vesz a fiókák etetésében. Gyakran kétszer is költ egy évben.